# Platyrrhinus chocoensis
Platyrrhinus chocoensis és una espècie de ratpenat de la família dels fil·lostòmids. Viu a Colòmbia i l'Equador. El seu hàbitat natural és bàsicament frugívor. Una amenaça significativa per a la supervivència d'aquesta espècie és que no es protegeix la zona.